# Колібрі-смарагд садовий
Колі́брі-смара́гд садовий (Chlorostilbon assimilis) — вид серпокрильцеподібних птахів родини колібрієвих (Trochilidae). Мешкає в Коста-Риці і Панамі. Раніше вважався підвидом синьохвостого колібрі-смарагда, однак був визнаний окремим видом.

## Опис

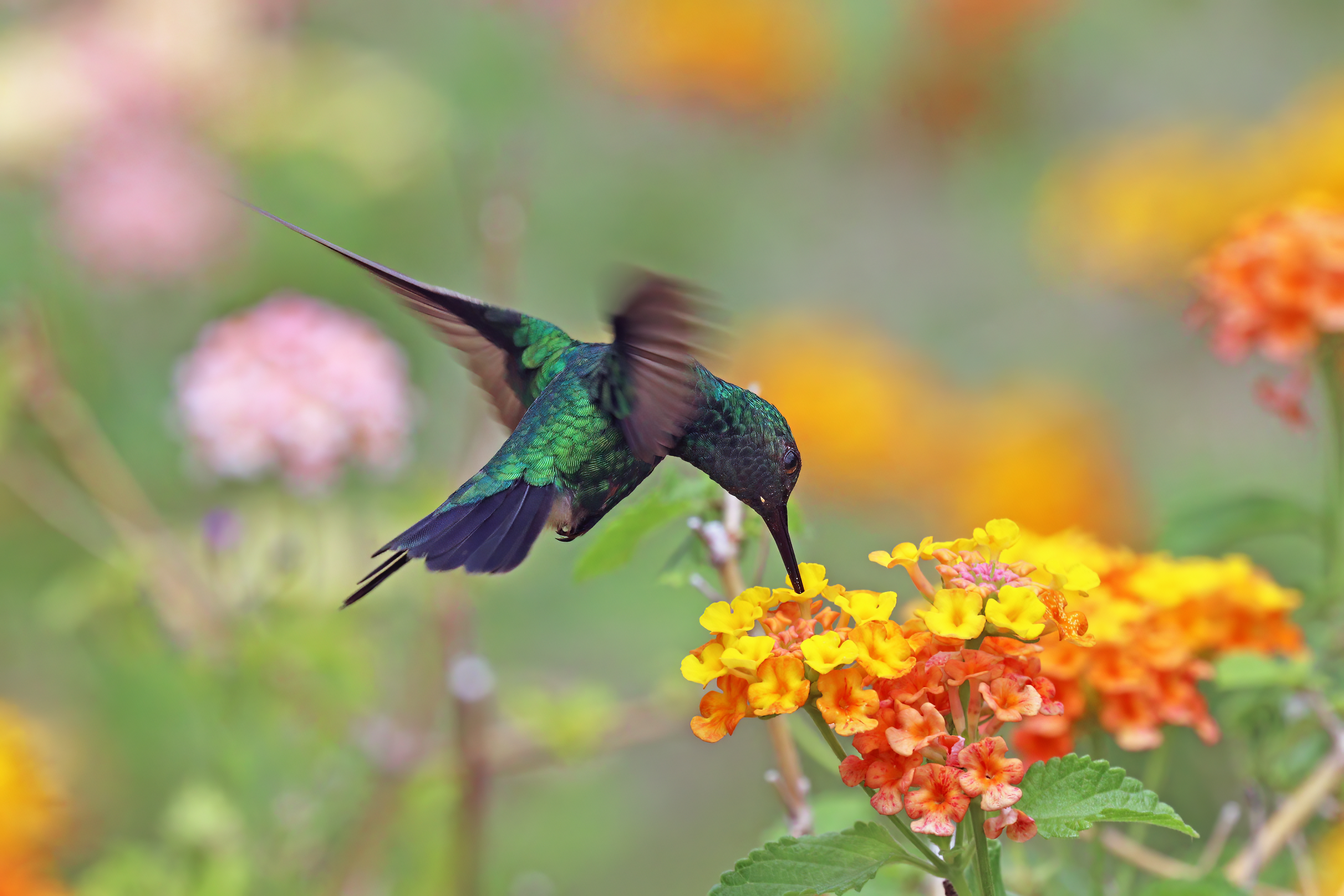
Самець садового колібрі-смарагда в польоті

Довжина птаха становить 7,8-8,5 см, вага 3-4,1 г. У самців верхня частина тіла темно-зелена з металевим відблиском, покривні пера хвоста синьо-зелені, хвіст роздовєний, синювато-чорний, центральні стернові пера мають синьо-зелений відблиск. Крила темні з легким фіолетовим відблиском, зверху дещо світло-зелені. Нижня частина тіла має більш яскравий металево-зелений відблиск, ніж верхня частина тіла, іноді з блакитним відблиском. На стегнах пучки білого пір'я. Очі темно-карі, дзьоб і лапи чорні.
У самиць верхня частина тіла яскраво-зелена або бронзово-зелена, надхвістя має синьо-зелений відтінок. Хвіст синювато-чорний, центральні стернові пера тьмяно-металево-зелені, крайні стернові пера мають блідо-сірі кінчики. Обличчя темне, за очима білуваті смуги. Нижня частина тіла блідо-сіра. Забарвлення молодих самців є подібне до забарвлення самиць, однак нижня частина тіла у них більш темно-сіра.

## Поширення і екологія
Садові колібрі-смарагди мешкають на південному заході Коста-Рики і на тихоокеанському узбережжі Панами, а також на Перлових островах у Панамській затоці та на островах Коїба. Вони живуть на узліссях вологих тропічних лісів, у вторинних і чагарникових заростях та в садах. Зустрічаються на висоті до 800 м над рівнем моря, в Коста-Риці місцями на висоті до 1500 м над рівнем моря, в Панамі на висоті до 1200 м над рівнем моря. Ведуть переважно осілий спосіб життя, однак фіксувалися переміщення між Панамою і сусідніми островами. 
Садові колібрі-смарагди живляться нектаром квітучих дерев і чагарників, таких як гуаява, а також інших рослин, зокрема Combretum farinosum, рухаючись за певним маршрутом. Доповнюють раціон дрібними комахами, яких збирають з рослинності. Сезон розмноження в Панамі триває з листопада по березень.